# Tafana quelchi
Tafana quelchi là một loài nhện trong họ Anyphaenidae.
Loài này thuộc chi Tafana. Tafana quelchi được Mary Agard Pocock miêu tả năm 1895.